# 松平綱国
松平 綱国（まつだいら つなくに）は、江戸時代前期から中期にかけての越後国高田藩の世嗣。

## 生涯
御連枝永見長頼の子として誕生。延宝2年（1674年）、伯父松平光長の嫡子綱賢の死去により藩主世嗣に選ばれる。将軍徳川家綱より偏諱を賜って松平綱国を名乗る。
しかし筆頭家老小栗正矩と御連枝永見長良ら一門重臣の対立による越後騒動で光長が処罰され、高田藩が改易になると綱国は備後国福山藩へお預けとなった。やがて赦免されるも元禄6年（1693年）に廃嫡され、代わって結城松平家から宣富が迎えられ世嗣となった。
廃嫡後は美作国津山へ移り、宮川御殿と呼ばれた屋敷に居住。宝永5年（1708年）には出家して更山と号し、享保20年（1735年）に74歳で死去した。
子孫は姓を永見に改め、以後津山藩家老の家系として存続し、明治3年（1870年）に松平へ復した。

## 系譜
- 婚約者：松子 - 池田綱政次女
- 生母不明の子女
  - 男子：安藤国近（1693-1724）
  - 女子：豊子（1712-1766） - 安藤国近養女、池田政純室